# Ultima Linux
Ultima Linux was een Slackware-gebaseerde Linuxdistributie gericht op snelheid. De mogelijke desktopomgevingen waren Fluxbox, KDE en Xfce, maar de standaardeditie was standaard voorzien van KDE. Software die meegeleverd werd was onder meer Mozilla Firefox, Mozilla Thunderbird, OpenOffice.org, GCC, GIMP, MPlayer en Xine. Bijkomende software kon geïnstalleerd worden vanuit een publieke pakketbron of via een .tgz-bestand. De ondersteunde bestandssystemen waren ext3, JFS, ReiserFS en XFS.
De ontwikkeling werd gestart door een Amerikaan en begon in november 2004. De laatste stabiele versie is 8.4 en werd vrijgegeven op 30 september 2008. Ultima Linux was beschikbaar als installeerbare Live CD in zowel een 32 als 64 bitvariant. 